# Jane Gloverová
Jane Gloverová (* 13. května 1949 v Helmsley v Yorkshiru) je dirigentka a muzikoložka ze Spojeného království, od roku 2003 komandérka Řádu britského impéria.

## Život
Dětství strávila v Monmouthu ve Walesu, kde byl její otec Robert Finlay Glover ředitelem školy Monmouth School. Sama chodila do dívčí školy Haberdashers' Monmouth School for Girls a díky otci se už v šestnácti letech setkala s Benjaminem Brittenem a Peterem Pearsem. Sama pak studovala hudbu na St Hugh's College v Oxfordu. Ph.D. obhájila prací o benátské opeře sedmnáctého století a v roce 1978 vydala životopis Francesca Cavalliho, ve kterém ze své doktorské práce čerpala.
Dirigování si poprvé vyzkoušela coby studentka na Oxfordu a profesionálně debutovala v roce 1975 na Wexfordském operním festivalu s prvním moderním uvedením Cavalliho opery Eritrea. Od roku 1979 se podílela na operním festivalu v Glyndebourne. V letech 1981 až 1985 byla hudební ředitelkou Glyndebourne Touring Opera. V osmdesátých letech byla pravidelně vysílána v rámci BBC Television. Byla také jak hlavním, tak hlavním hostujícím dirigentem Huddersfield Choral Society. V roce 1977 dirigovala světovou premiéru Il Giardino Stephena Olivera na festivalu Batignano.
V letech 1984 až 1991 byla Gloverové hudební ředitelkou uskupení London Mozart Players a od roku 2002 je hudební ředitelkou chicagského tělesa Music of the Baroque.
Má řadu čestných doktorátů z různých univerzit, je členkou britské konzervatoře Royal College of Music. Od roku 2009 je také uměleckou ředitelkou opery v Royal Academy of Music.
V roce 2011 dirigovala 18. března světovou premiéru opery Kommilitonen!, kterou složil Peter Maxwell Davies.
V září 2005 vyšla ve vydavatelství Macmillan Publishers její kniha o Mozartovi: „Mozart's Women: His Family, His Friend, His Music“ (česky doslova: Mozartovy ženy: Jeho rodina, jeho přátelé, jeho hudba). Ta se zabývá otázkou, nakolik měly na vývoj Mozarta coby skladatele vliv ženy v jeho okolí, jeho sestra, jeho manželka a sestry jeho manželky.

## Dílo
- Cavalli. Palgrave Macmillan, London 1978, ISBN 0-312-12546-1.
- Mozart's Woman. His family, his friends, his music. MacMillan, London 2005, ISBN 1-4050-2121-7.